# Wapen van Scheemda

Het eerste wapen van Scheemda per 28 december 1904

Het tweede wapen van Scheemda per 17 juli 1991

Het wapen van Scheemda kent twee versies. De eerste werd op 28 december 1904 per Koninklijk Besluit door de Hoge Raad van Adel aan de Groninger gemeente Scheemda toegekend. Door toevoegingen van de gemeenten Midwolda en Nieuwolda per 1 januari 1990 voerde gemeente Scheemda vanaf 17 juli 1991 de tweede versie. Hierbij is gebruikgemaakt van de drie samengevoegde gemeenten. De gouden kroon, de twee parels en het wapenspreuk Miles Domini Indefessus, de onvermoeide strijder des heren, is afkomstig van het wapen van Nieuwolda. De troffel en het zwaard zijn afkomstig van het eerste wapen van Scheemda. De vijf sterren zijn overgenomen van het wapen van Midwolda. De kerk op het wapen van Midwolda keerde in het wapen van Scheemda terug in de vorm van vier tanden, verwijzend naar de vier torens van de kerk. Vanaf 2010 is deze wapen niet langer als gemeentewapen in gebruik omdat de gemeente Scheemda opging in de gemeente Oldambt. De sterren en het getande schildhoofd werden opgenomen in het wapen van Oldambt

## Blazoenering
De blazoenering van het wapen per 28 december 1904 luidt als volgt:
In azuur de Profeet Nehemia, het hoofd rechts gewend, met de linkerhand vasthoudende een zwaard, en met de rechter een troffel, beiden met de punt benedenwaarts gekeerd, staande op een grond naast een blok van gehouwen steen, waarop de troffel rust, alles van goud; in het schildhoofd ter weerszijden van des profeten hoofd vergezeld van de letters NEH en de cijfers IV;17, mede van goud.
De blazoenering van het wapen per 17 juli 1991 luidt als volgt:
In keel een schuingeplaatst zwaard van zilver met gevest van goud, gaande over een schuinlinks geplaatste troffel van goud, het blad naar beneden; in een met drie hele en twee halve punten grootgetand schildhoofd van goud vijf sterren van azuur, geplaatst drie en twee. Het schild gedekt met een gouden kroon van drie bladeren en twee parels. Wapenspreuk; MILES DOMINI INDEFESSUS in latijnse letters van sabel op een lint van zilver.

## Verklaring
De letters NEH en cijfers IV;17 in het wapen per 28 december 1904 verwijzen naar Nehemia IV vers 17: degenen die aan de muur bouwden deden met de ene hand hun werk en met de andere droegen zij een wapen.
In het wapen per 17 juli 1991 keerden de troffel en het zwaard terug, maar nu als symbool van de strijd tegen de Dollard en de wederopbouw na de inpolderingen. Voor de vijf sterren zijn twee verklaringen in omloop. De eerste verklaring is dat ze verwijzen naar de Grote Beer. Waarschijnlijker is de tweede verklaring, gezien het wapen van Midwolda oorspronkelijk van een kerkzegel is afgeleid, waarbij ze symbool staan voor de vijf wonden van Christus tijdens zijn kruisdood. De vier punten symboliseren de kerk met vier torens die in Midwolda heeft gestaan. Het schild is gedekt met een gravenkroon.

## Verwante wapens

Wapen van Midwolda
Wapen van Nieuwolda
Wapen van Oldambt

Adorp
· Aduard
· Appingedam
· Baflo
· Bedum
· Beerta
· Bellingwedde
· Bellingwolde
· Bierum
· De Marne
· Delfzijl 
· Eemsmond
· Eenrum
· Ezinge
· Finsterwolde
· Grijpskerk
· Grootegast
· Haren
· Hefshuizen
· Hoogezand
· Hoogezand-Sappemeer
· Hoogkerk
· Kantens
· Kloosterburen
· Leek
· Leens
· Loppersum
· Marum
· Meeden
· Menterwolde
· Middelstum
· Midwolda
· Muntendam
· Nieuweschans
· Nieuwe Pekela
· Nieuwolda
· Noordbroek
· Noorddijk
· Oldehove
· Oldekerk
· Onstwedde
· Oosterbroek
· Oude Pekela
· Reiderland
· Sappemeer
· Scheemda
· Slochteren
· Stedum
· Ten Boer
· Termunten
· Uithuizen
· Uithuizermeeden
· Ulrum
· Usquert
· Vlagtwedde
· Warffum
· Wedde
· Wildervank
· Winschoten
· Winsum
· 't Zandt
· Zuidbroek
· Zuidhorn